# Belgische Vereniging voor Conchyliologie
De Belgische Vereniging voor Conchyliologie (KonBVC, voorheen BVC) is een vereniging voor mensen die geïnteresseerd zijn in schelpen en weekdieren (mollusken). Conchyliologie is de studie van schelpen. De vereniging legt zich toe op:
- het verzamelen van schelpen
- de studie van mollusken en
- de taxonomie en systematiek van mollusken.

Ze werd op 8 oktober 1961 opgericht in Antwerpen, onder de naam Gloria Maris, die verwijst naar de Conus gloriamaris, een zeldzame zeeschelp.  Op 9 mei 1974 werd de vereniging omgevormd tot een vzw en de algemene vergadering van 4 januari 1976 besliste tot de naamsverandering naar ‘Belgische Vereniging voor Conchyliologie V.Z.W’. Bij het vijftigjarig jubileum kreeg de vereniging het predicaat Koninklijk.
De vereniging publiceert het tijdschrift Gloria Maris met vooral Engelstalige artikelen die vertaald of samengevat zijn in het Nederlands. Sinds 1991 organiseert de vereniging jaarlijks een aanvankelijk eendaagse, later tweedaagse internationale schelpenbeurs die volgens de vereniging is uitgegroeid tot de grootste schelpenbeurs ter wereld. 